# 현대 R엔진
현대 R엔진은 2009년 기아자동차 쏘렌토를 통해 첫 선을 보인 승용 커먼레일 디젤 엔진이다. 현재 현대자동차의 그랜저, 투싼, 싼타페, 맥스크루즈 등에 적용되며, 기아자동차에서는 K7, 카니발, 스포티지, 쏘렌토 등에 적용 중이다. 2018년 기준으로는 타사의 신형 엔진 및 엔진개선 부분에서 그 폭이 제한적이다. 엔진오일증가결함 매연증가결함등 결함적 이슈를 해결해왔다. 특별한 성능적 개선 및 향상 없이 유로6까지 적용해 쓰이고 있어 그 경쟁력이 출시때만큼은 못하다. 역설적으로 출시때부터 그만큼 2리터급 싱글터보 디젤엔진 성능의 완성형에 가깝게 출시되었다.
2020년에 모듈러 구조를 적용하여 새로 설계한 개선형을 내놓았다. 본래는 직렬 4기통 엔진이지만, 모듈러 설계를 적용하여 2020년 1월에 직렬 6기통 버전을 추가하고 제네시스 GV80을 통해 처음으로 선보였다. 이는 현대자동차그룹이 최초로 자체개발한 승용차용 직렬 6기통 엔진이며, 기존의 동급 승용 V6 커먼레일 디젤 엔진인 S엔진을 대체한다.
전륜구동과 후륜구동 기반 차량에 모두 적용되는 엔진이다. 그래서 현대 스타렉스의 후속으로 출시한 MPV인 현대 스타리아는 전륜구동 플랫폼을 이용하는 관계로, A엔진 대신 R엔진을 적용했다.

## 장착 차량
- 현대자동차
  - 투싼(LM)
  - 투싼(TL)
  - 싼타페(CM)
  - 싼타페(DM)
  - 싼타페(TM)
  - 맥스크루즈(NC)
  - 그랜드 싼타페(NC)
  - 그랜저(HG)
  - 그랜저(IG)
  - 그랜저(SG)
  - G80(DH)
  - 팰리세이드(LX2)
  - 스타리아(US4)
  - G70(IK)

- 기아자동차
  - K7(YG)
  - 카니발(VQ)
  - 카니발(YP)
  - 스포티지(SL)
  - 스포티지(QL)
  - 쏘렌토(XM)
  - 쏘렌토(UM)
  - 스팅어(CK)

틀:현대자동차의 엔진